# Грофовије Енглеске
Грофовије Енглеске (енгл. Counties of England) подручја су која се користе у различите сврхе, а која укључују управно, географско, културно и политичко разграничење. Термин „грофовија” дефинисан је на више начина и може се примијенити на сличне или исте области које користи свака од ових демаркационих структура. Различите врсте грофовија имају формалније назив, али се обично користи једноставан назив „грофовија”. Тренутно уређење је резултат је инкременталне реформе.
Првобитна структура грофовија поријекло има у средњем вијеку. Ове грофовије се често називају историјским или традиционалним грофовијама.
Закон о локалној самоуправи из 1888. године створио је нова подручја за организовање локалних самоуправа под именом управна грофовија и градска грофовија. Ова управне подручја усвојила су називе, а и у великој мјери подсјећала на подручја, традиционалних грофовија. Каснијим законодавним измјенама нових структура локалне самоуправе настале су веће разлике између традиционалних и управних грофовија.
Закон о локалној самоуправи из 1972. године укинуо је онај из 1888, а са њим и управне грофовије и градске грофовије. Умјесто њих, према новом закону створена су нова подручја за руковање локалном самоуправом која су такође носила назив управне грофовије. Управне грофовија из 1972. разликовале су се по површини од оних из 1888. године, које су укинуте, а и од традиционалних, које нису укинуте. Многи називи традиционалних грофовија и данас се користе за управне грофовије из 1972. године. Каснији законодавни акти створили су још разлика у површини између управних грофовија из 1972. и традиционалних грофовија. Године 2019, у управне сврхе, Енглеска изван Великог Лондона и Острва Сили подијељена је на 82 метрополитанске и неметрополитанске грофовије.
Закон о намјесништву из 1997. године створио је нова подручја, која су добила назив церемонијалне грофовије и заснивају се на, али не и увијек, подручјима управних грофовија из 1972. године.
У сврху сортирања и доставе поште, Енглеска је до 1996. године била подијељена на 48 поштанских грофовија; Краљевска пошта их је одбацила у корист поштанских бројева.
Термин „грофовија”, независно од значења, користи се као географске основа за бројне институције као што су полиција и ватрогасне службе, спортски клубове и друге невладине организације.